# ACTR2
ACTR-2 là protein actin 2, được mã hóa bởi gen ACTR-2
Cho đến hiện tại, chức năng của ACTR-2 vẫn chưa xác định. Nhưng, nó được biết đến như 1 thành phần chính của phức hệ protein ARP 2/3. Phức hợp này nằm ở bề mặt tế bào và là yếu tố cần thiết cho hình dạng và khả năng vận động của tế bào thông qua sự lắp ráp và lồi của actin lamellipodial. Hai biến thể phiên mã mã hóa các đồng dạng khác nhau đã được tìm thấy cho gen này.

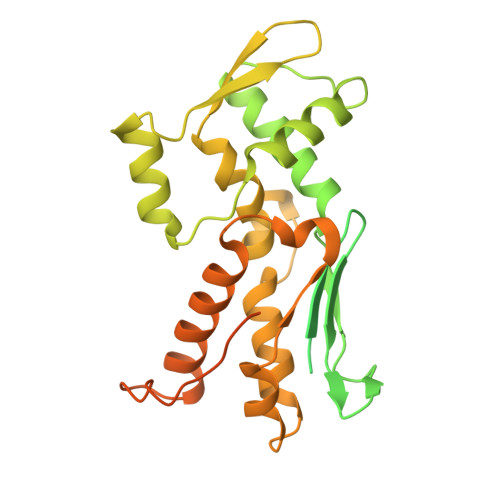
Protein ACTR-2